# Тельмана (Липовецький район)
Тельмана — колишнє селище в Україні, в Липовецькому районі Вінницької області. В населеному пункті ніхто не проживає, прийнято рішення про виключення селища з облікових даних.
У вересні 2019 року обласна рада направила рішення про виключення з облікових даних села до Верховної Ради України.  У листопаді 2019 року село було виключено з облікових даних. 
Населення за переписом 2001 року становило 12 осіб.